# زاسكيا لانغ
ساسكيا لانغ (بالألمانية: Saskia Lang) مواليد 19 ديسمبر 1986 في لوراخ، ألمانيا، هي لاعبة كرة يد ألمانية تلعب كظهير أيسر. مثلت منتخب ألمانيا لكرة اليد للسيدات.

## سجل المنافسة
شاركت في البطولات التالية:
- بطولة العالم لكرة اليد للسيدات 2013
- بطولة العالم لكرة اليد للسيدات 2015
- بطولة أوروبا لكرة اليد للسيدات 2012
- بطولة أوروبا لكرة اليد للسيدات 2014
- بطولة أوروبا لكرة اليد للسيدات 2016

## روابط خارجية
- ساسكيا لانغ على موقع الاتحاد الأوروبي لكرة اليد (الإنجليزية)